# Fernando Montesinos
Fernando José Montesinos Guerrero (Madrid, 19 de marzo de 1972) es un músico y productor musical, arreglista, compositor, editor y entretenedor musical español, conocido como Fernando Montesinos.
Ganador de un premio Ascap, ha producido discos y escrito canciones para afamados artistas españoles y latinoamericanos, ha compuesto temas musicales para la televisión y ha arreglado musicales. También ha sido profesor de guitarra eléctrica y toca la guitarra eléctrica en casi todas sus producciones, ha tocado en directo con diferentes artistas como Hombres G o Raimundo Amador, y hasta el año 2018 tocaba el bajo en el grupo español de rock Obús.
En 2018, Montesinos fue miembro del jurado en la tercera edición de Factor X, mentorizando al grupo de mayores de 25 años. Enrique Ramil, Gema Tomás y Oscárboles fueron sus finalistas.

## Biografía

### Comienzos y años 90
En 1990 comienza a trabajar en los studios Fairligth propiedad de Nacho Cano, en calidad de asistente de sonido. Durante ese año asiste las grabaciones de numerosos discos y demos de artistas tales como Cristina Rosenvinge o Rosario Flores, y en los discos de Los Lunes, Juan Pablo Manzanero, Neón y el afamado Aidalai del grupo español Mecano.
A finales de ese año Nacho Cano decide cerrar el estudio y ofrece a Fernando la posibilidad de unirse a Mecano en la gira Aidalai, en calidad de técnico de backline. Fernando acompañará a Mecano en esta gira los años 1991 y 1992.
En el año 1993 comienza a trabajar como profesor de guitarra en la escuela IMT, propiedad de Chema Vilchez, con el que llevaba seis años estudiando guitarra, actividad que realizará hasta el año 1997. Además entre 1993 y 1997 realiza numerosos conciertos y giras con diferentes bandas en calidad de técnico de P.A. Durante estos años combina estas actividades con la creación del grupo de Rock-funk Banana Funkoca con el que grabaría el disco La belleza esta en.. con la discográfica Peer Music y producido por Gustavo Montesano.
Del 1996 hasta el año 1999 realiza trabajos como técnico de backline, stage manager o producción de eventos con la compañía Call&play. Mientras realiza giras con bandas como Melon Diesel, adquiere un sistema casero de grabación Protools con el que empieza a maquetar lo que sería su próximo proyecto musical. Así comienza a realizar demos que llegan al oído del famoso mecenas y en ese momento director artístico de BMG Paco Martín, que se interesa por su sonido y decide fichar al nuevo grupo de Fernando, pero le pide primero hacer unas demos de las canciones de un grupo que aun teniendo mucho potencial, se encontraba en la cuerda floja por la falta de éxito de su primer disco. Así Fernando realiza unas maquetas que se convertirán en el origen del distintivo sonido y dirección de lo que se convertiría en el segundo disco de Pereza, Algo para cantar. Ese mismo año abandona la gira Flamingos de Enrique Bunbury para comenzar su carrera como productor musical.

### Años 2000
Después de casi un año de trabajo, elección de repertorio, demos, etc. en el año 2002 ve la luz el disco de Pereza Algo para cantar que se convierte en un éxito gracias a la grabación del sencillo Pienso en aquella tarde en un formato más acústico y con las colaboraciones de David Summers y Dani Martín. A partir de ese momento se suceden una tras otra las producciones, trabajando con las principales compañías discográficas y alternando con numerosas bandas autoproducidas e independientes.
A partir del año 2007 comienza a dedicar más tiempo a la composición de canciones para otros artistas, creando su propia editorial, primero con Peer music con quienes tenía una relación profesional ya desde la época de Banana Funkoca, con la editorial Warner Chappel y más tarde hasta la actualidad con la editorial Sony Atv.
En el año 2008 entra a formar parte del elenco del programa-concurso Hijos de Babel en TVE donde concursa junto a otros dos productores, Alejo Stivel y José Ramón Flórez, con un grupo de artistas asignados a cada uno de diferentes nacionalidades, donde compiten cada uno con su propio estilo.
En el año 2010 crea el sello discográfico M.C Warrior/Peer junto a la editorial Peer music con la idea de fichar grupos de rock clásicos. La primera referencia sería el afamado y conocido grupo de Heavy-Rock español Obús con los que produce su disco Cállate que impulsará la carrera del grupo en esa nueva etapa. A raíz de esta relación, la banda formada por Francisco Laguna y Fortu Sánchez ofrecen a Fernando la posibilidad de formar parte de ella como bajista, oportunidad que él acepta y que continúa hasta la actualidad pues sigue siendo el bajista de la banda.
A partir de ese momento compagina las actuaciones con Obus con las producciones y dirección musical de diferentes eventos, y como autor ya consolidado de diferentes artistas como Ana Torroja, Paulina Rubio o Chayanne entre otros.
En 2013 realiza los arreglos del musical de Hombres G, Marta tiene un Marcapasos.

### Carrera autoral
En el año 1998 compone todas las canciones del grupo Banana Funkoca. A raíz de esto crea la editorial Y ya no puedo más songs, filial de Peer music España.
Alrededor del 2004 comienza su etapa como autor en Warner Chappel donde en 2007 escribe el éxito Nada puede cambiarme para Paulina Rubio que sería segundo sencillo de su álbum Ananda.
Un par de años después en 2009, se retira unos días junto a su amiga Ana Torroja que conoce desde la época de Mecano para volver a escribir, y crea Tu habitación helada, que sería el segundo sencillo de su álbum Sonrisa.
En 2010 su editorial pasa a ser administrada por Sony Atv con los que sigue actualmente. En esta Etapa, la más prolífica como autor, consigue en 2014 su mayor éxito autoral con Humanos a Marte para Chayanne siendo primer sencillo de su afamado disco En todo estaré consiguiendo un premio Ascap en la categoría de mejor canción Pop.
En 2015 escribe y produce la sintonía para la Champions League de Atresmedia y su tema principal Time to fight interpretada y coescrita con Barei.
En 2016 viaja a Miami donde escribe junto al Productor colombiano Andrés Saavedra y el autor español Gonzalo Hermida la canción Tequila pa la razón, que será cabecera de la serie Guerra de ídolos emitida por Telemundo y Netflix.
En 2017 sale el primer sencillo del segundo disco de Alejo Stivel, amigo y cantante del grupo Tequila, con el que coescribe la canción Yo era un animal.

## Trabajos

### Discos producidos
- Pereza - Algo para cantar - 2002
- El Hombre Gancho - Navegantes - 2002
- La Pulquería - Corridos de amor - 2003
- Lucky Dados - Struck the nerve - 2003
- Chonchi Heredia - Daray (coproducción)
- Las Hijas del sol - Vivir esta locura (coproducción con Gonzalo Benavides) - 2004
- Indras - Indras - 2004
- Pereza - Animales (producción adicional) 2005
- Los Vengadores - Si - 2006
- Quatro de Abril - Quatro de Abril - 2006
- Poncho K - Cantes Valientes - 2007
- La Pulqueria - C´mon Fandango - 2007
- Jaula de Grillos - Jaula de grillos - 2007
- Estatuas de sal - Pies dulces - 2007
- Zinkin Prim - Mundo cucaracha - 2007
- Los Vengadores - Primeras impresiones - 2008
- Belén Arjona - Alas en mis pies - 2008
- Los Guapos - Los guapos también lloran pero poco (coproducción con Javier limón) - 2008
- Ragdog - Nada más - 2008
- Melocos - Somos - 2009
- Chloe -..Y los relojes se pararon - 2009
- Lucky Dados - Crash´em down - 2009
- Voces X 1 Fin - Juntos por el Sáhara - 2009
- Rash - La vuelta al mundo en 24 horas - 2009
- Maikel de la Riva - Maikel de la Riva - 2009
- Poncho K - Una historia con las manos - 2010
- Obús - Cállate - 2010
- Los preciados - Como la calle - 2010
- Escolanía de El Escorial - Los chicos del coro - 2010
- Blenda - Mi otro tú - 2010
- Hombres G - En la Playa - 2011
- Voces X 1 Fin - Juntos por Mali - 2011
- La Húngara - Vivo cantando - 2011
- El último vagón - Otra Opción - 2011
- Ragdog - Bichos Raros - 2011
- Obús - De Madrid al infierno - 2012
- Los del Rio - Vámonos que nos vamos - 2012
- Lujuria - Sexurrección - 2012
- Los Supersingles - Las canciones de Qué tiempo tan feliz - 2013
- Labelle - Cinema - 2013
- Los Supersingles - Bravo por la música - 2014
- Obús - Siente el Rocanrrol - 2015
- Equiz - Ataque por sorpresa - 2015
- Rash - Locamente Humano - 2015
- Electric Nana - To life - 2015
- Mala suerte - Traje blanco de cartón - 2016
- Said Muti - De Tripas Rock 'N' Roll (coproducción con Alejo Stivel) - 2016
- Tregua - Tregua - 2017
- La Regadera - Trovadores - 2017

#### Discos homenaje y recopilatorios
- Pereza - Patitos feos
- La Bruja avería - 2002
- Tributo a Hombres G - Voy a pasármelo bien
- Chonchi Heredia - Tormenta contigo
- El Hombre gancho - Rita - 2003
- Pereza - Los Amigos de los animales
- Cosas de niños - 2012

#### Producción temas
- Estopa - Cuando cae la luna (Remezcla) X Anniversarium - 2009
- Paulina Rubio - La danza del escorpión - Gran City Pop - 2009
- Javier de Pecos - Sigo aquí - 2016

### Autoría de temas musicales
- Ana Torroja - Letra y música - El arte de llorar, Ana, Tu habitación helada
- Alejo Stivel - Letra y música - Yo era un animal, Ni una menos, A Tus pies (Coautoría)
- April Anderson - Letra y música - Weeks Down
- Barei - Música - Time to Figth
- Chayanne - Letra y música - Humanos a Marte - Premio ASCAP al mejor tema.
- CD9 - Letra y música - Qué le importa a la gente (Coautoría)
- Chonchi Heredia - Letra y música - Nunca, Con la luna.
- Eduardo Cruz - Letra y música - Televisión, P.M, Ni tú ni yo (Coautoría)
- Edurne - Letra y música - Milagro
- Paulina Rubio - Letra y música - Nada Puede Cambiarme, La danza del Escorpión
- Pedro Capó, Christian Gálvez, Luis Figueroa - Letra y música - Tequila pa la razón (Coautoría)

### Sintonías televisivas
- El Legado - TVE - Cabecera y música incidental
- Partidos Champions League - Atresmedia - Sotofondo y música Incidental.
- Cortinillas aniversario - Atresmedia Internacional
- Cuñas promoción Champions Total.
- Tu Álbum 2015 - Anuncio Atresmedia
- Tu Álbum 2016 - Weeks down - Anuncio Atresmedia
- Cortometraje La vieja de Rush Smith - Banda sonora (coautoría) y tema principal

### Dirección musical y guitarra
- Gala Voces X 1 Fin - Juntos por Mali
- Gala Voces X 1 Fin - Juntos por el Sáhara
- Gala Cadena 100 - Por ellas 2015